# ميخائيل جاي برادلي
ميخائيل جاي برادلي (بالإنجليزية: Michael J. Bradley)‏ هو دبلوماسي بريطاني، ولد في 11 يونيو 1933 في بلفاست في المملكة المتحدة، وتوفي في 22 فبراير 2010 في مقاطعة سومرست في المملكة المتحدة.